# JAXR
JAXR(Java API for XML Registries)는 다양한 메타 레지스트리들을 다룰 수 있는 자바 플랫폼 애플리케이션들의 표준화된 자바 API이다.